# 2008 في العراق
فيما يلي قوائم الأحداث التي وقعت خلال عام 2008 في العراق.

## الأحداث

### يناير
- 18 يناير- اشتباكات يوم عاشوراء.

### ديسمبر
- 14 ديسمبر - الرئيس الأمريكي جورج دبليو بوش يزور العراق ويوقع فيه مع رئيس الوزراء العراقي نوري المالكي الاتفاقية الأمنية العراقية الأمريكية، وقد تعرض الرئيس الأمريكي أثناء مؤتمر صحفي مع رئيس الوزراء العراقي إلى قذفه بفردتي حذاء من قبل مراسل قناة البغدادية منتظر الزيدي.

## رياضة
- 1 يناير – العراق في الألعاب الأولمبية الصيفية 2008

## موسيقى

### ألبومات
من الألبومات التي صدرت هذه السنة في العراق:
- 1 يناير – صور من غناء كاظم الساهر.

## كتب
من الكتب التي صدرت هذه السنة في العراق:
- 1 يناير – أموات بغداد من تأليف جمال حسين علي.
- 1 يناير – الحفيدة الأميركية من تأليف إنعام كجه جي.
- 1 يناير – حارس التبغ من تأليف علي بدر.
- 1 يناير – مقام العقل في الإسلام من تأليف الحارث المحاسبي.

## وفيات

### يناير
- 1 يناير – محمد رضا الحسيني الشيرازي (مواليد 1959) رجل دين عراقي.
- 2 يناير – إسماعيل محمد (مواليد 1922) محمد إسماعيلي.

### مارس
- 5 مارس – عبد الستار طاهر شريف (مواليد 1934) وزير عراقي.
- 13 مارس – بولص فرج رحو (مواليد 1942) قس عراقي.

### يونيو
- 15 يونيو – بهنام الصائغ (مواليد 1934) طبيب وجراح وأكاديمي عراقي.

### يوليو
- 9 يوليو - رينيه دنكور (مواليد 1925) ملكة جمال العراق لعام 1947
- 17 يوليو – بياتريس أوهانسيان (مواليد 1927)

### أغسطس
- 1 أغسطس – فهد سالم الشكرة (مواليد 1949) وزير تربية عراقي سابق.

### أكتوبر
- 12 أكتوبر – محمد جواد السهلاني (مواليد 1911) فقيه مسلم وشاعر عراقي - سوري.

### تاريخ غير معروف
- عمر الطالب – روائي وناقد عراقي.